# Caio Avídio Heliodoro
Caio Avídio Heliodoro [em latim: Caius Avidius Heliodorus; c. 100–142 (42 anos)] foi um político romano e notável orador. Ele era de origem grega e tornou-se ab epistolis sob Adriano e prefeito de Egito entre 137 e 142.
Casou-se com uma mulher desconhecida, que tem sido identificada como Cássia, provavelmente Cássia Alexandra. Analisando algumas evidências indiretas, vários pesquisadores têm proposto que esta mulher fosse descendente de casas reinantes do oriente, mas as fontes antigas são omissas a este respeito e tal possibilidade ainda permanece conjetural. O usurpador Caio Avídio Cássio era seu filho.